# 中国驻卢森堡大使馆
中华人民共和国驻卢森堡大公国大使馆（法語：Ambassade de la République Populaire de Chine au Grand-Duché de Luxembourg），简称中国驻卢森堡大使馆，位于卢森堡大公国卢森堡城瞌睡區。最初，这里是临近铁厂老板的私人住宅，现在则是中国驻卢森堡大使馆。

## 历史

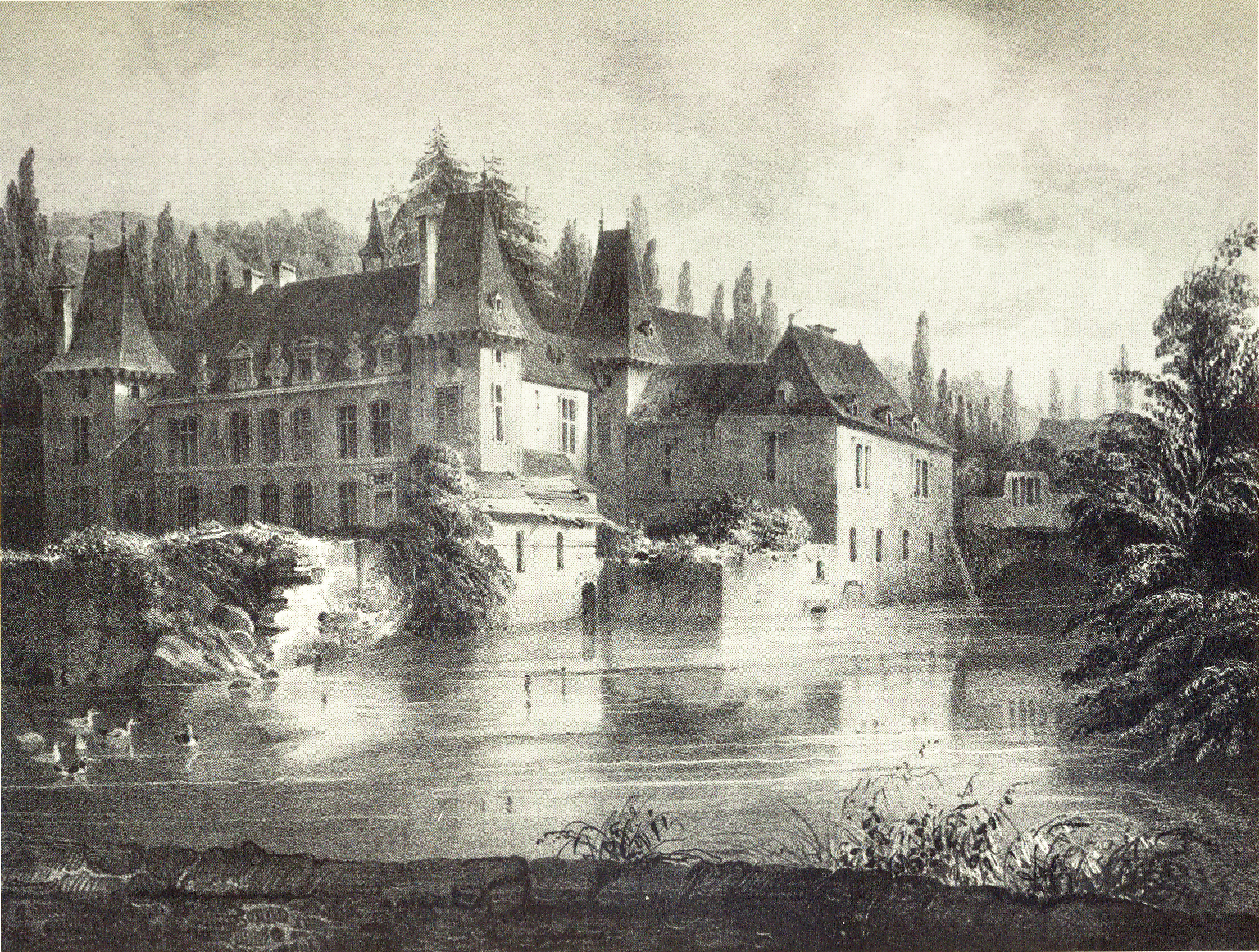
历史，画家：尼古拉斯·列斯 (1834)

瞌睡城堡由托馬斯·馬錢特在17世纪建设。馬錢特是铁厂老板，建设城堡作为私人占地。1870年，另一位铁厂老板夏爾·哥拉在此居住。1973年，卢森堡政府买下城堡用作中华人民共和国驻卢森堡大使馆。
1972年，中国与卢森堡大公国建交，起初派遣驻比利时大使兼任驻卢森堡大使，1978年6月，中国在瞌睡城堡设立驻卢森堡大使馆，由临时代办主持馆务，1988年起开始派遣专使。